# سولومون بوزمان
سولومون بوزمان (بالإنجليزية: Solomon Bozeman)‏ مواليد 18 ديسمبر 1987 في ليتل روك، هو لاعب كرة سلة أمريكي. بدأ مسيرته الاحترافية في سنة 2011. يبلغ طوله 6 قدم 1 بوصة (1.9 م). اعتزل اللعب في 2014. لعب مع نادي كريفباس لكرة السلة والسد لكرة السلة.

## روابط خارجية
- سولومون بوزمان على موقع كرة السلة الأوروبية.كوم (الإنجليزية)
- سولومون بوزمان على موقع كلية كرة السلة في سبورتس رفرنس.كوم (الإنجليزية)
- سولومون بوزمان على موقع ريلجم (الإنجليزية)
- سولومون بوزمان على موقع بروبوليرز (الإنجليزية)
- سولومون بوزمان على موقع سبورتس رفرنس (الإنجليزية)